# Incoronazione della Vergine (Cima da Conegliano)
L'Incoronazione della Vergine è un dipinto a olio su tavola di Cima da Conegliano, databile al 1490 e conservato presso la Basilica dei Santi Giovanni e Paolo a Venezia.